# Eosentomon dusun
Eosentomon dusun är en urinsektsart som beskrevs av Imadaté 1965. Eosentomon dusun ingår i släktet Eosentomon och familjen trakétrevfotingar. Inga underarter finns listade i Catalogue of Life.